# One Voice
One Voice är en gospelballad framförd av den amerikanska sångerskan Brandy, komponerad av Phil Gladston, Gordon Chambers och David Foster till Brandys andra studioalbum Never Say Never (1998).
I refrängen på "One Voice" sjunger Brandy; "One sky above, there is just one source of love. If I've got one chance, one choice. I'll sing it from the heart. One song, one voice". Bakgrundssången till spåret arrangerades av sångerskan pappa Willie Norwood. Låten kom att bli ledmotivet till Unicef:s 50-årsjubileum år 1999, samma år som Brandy utsågs som Unicef-ambassadör med titeln "Första internationella talesperson för unga". Brandy framförde låten tillsammans med gospelveteranen Hezekiah Walker och hans Hezekiah Walker Choir vid 1999:s Soul Train Awards. Balladen spelades även vid The Stellar Awards när Brandy vann pris med utmärkelsen "Notable Achievment Award".
Musikrecensenter var i allmänhet positiv till låten.